# Budynek szpitalny przy ul. Stanisława Konarskiego w Sanoku
Budynek szpitalny przy ulicy Stanisława Konarskiego w Sanoku – obiekt służby zdrowia w Sanoku.

## Historia

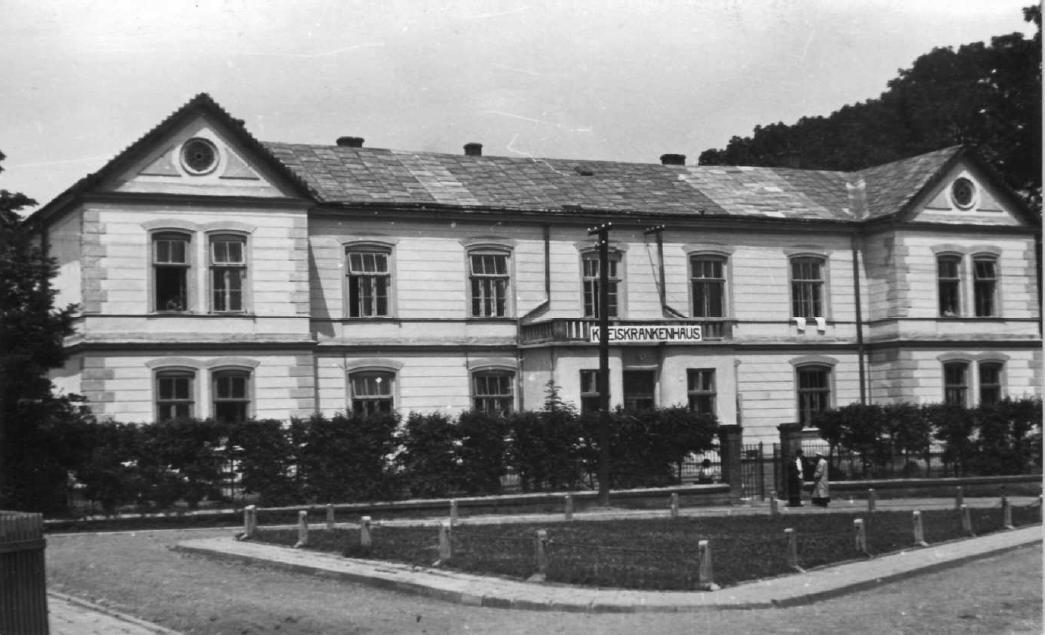
Budynek podczas okupacji niemieckiej

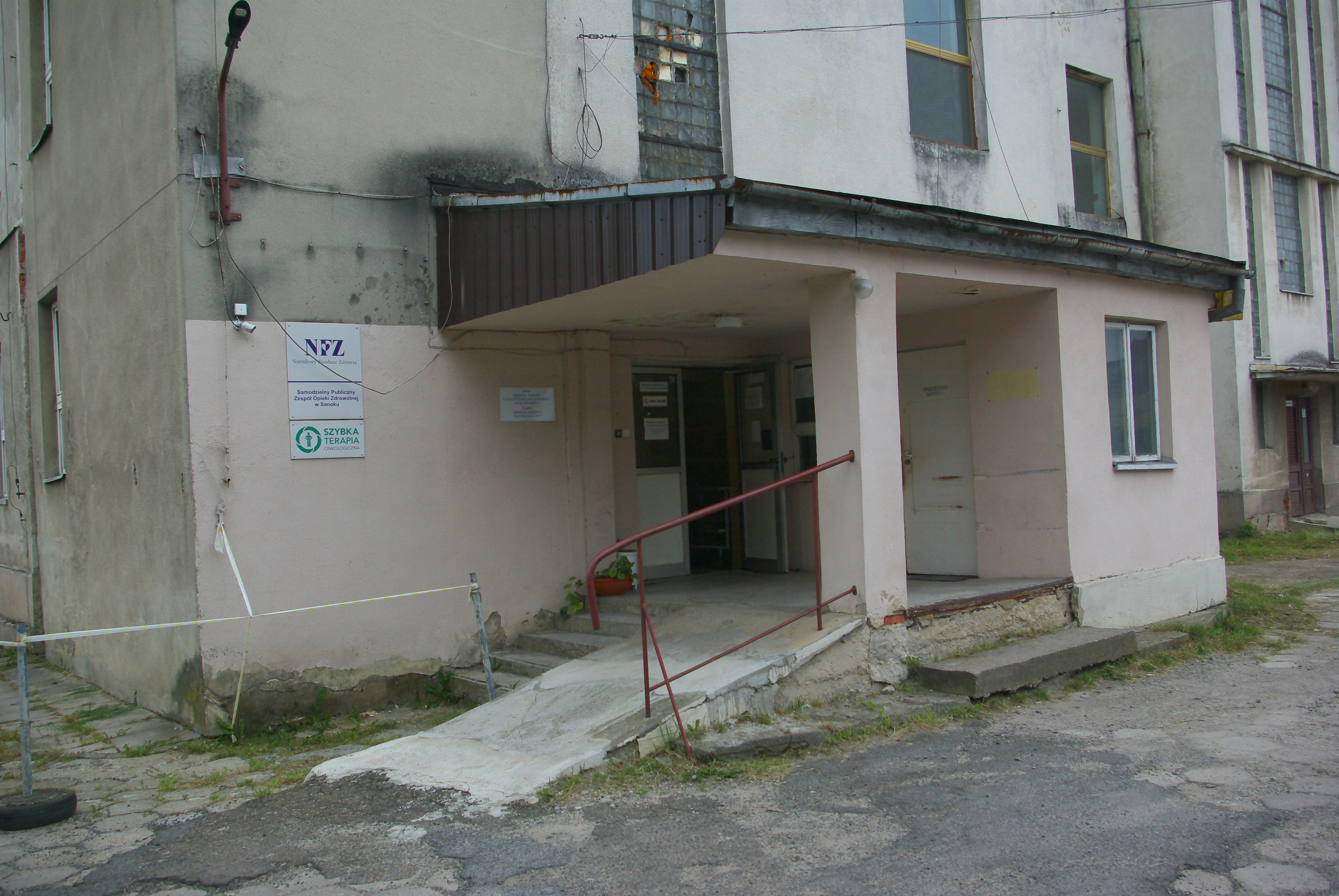
Wejście główne do budynku

W okresie zaboru austriackiego 1 sierpnia 1857 został otwarty szpital dla chorych w Sanoku (niem. Krankenanstalt in Sanok), który został założony za sprawą urzędującego od początku tego roku zwierzchnika obwodowego cyrkułu sanockiego, Apolinarego Mauthnera. Od początku zarządcą szpitala był Filip Kahane, od około 1860 do około 1862 Maurycy Kahane, od około 1862 do około 1866/1867 Michał Terlecki, od około 1867 do około 1869 Ottoman Zwierzyna, od około 1869 do około 1872 zarządcą był Julian Hermann (a lekarzem ordynującym był dr Józef Demetrykiewicz). Kolejnymi zawiadowcami (zarządcami) szpitala powszechnego w Sanoku byli: od około 1872 do około 1880 Ignacy Terlecki, od 1880 do 1888 Wincenty Konieczko, 28 czerwca 1888 wybrany Jan Paczosiński, od 23 sierpnia 1888 do 1898 Franciszek Kuszczak, od stycznia 1898 do 1901 Zygmunt Nowak, od grudnia 1901 Włodzimierz Pajączkowski. Funkcję c. k. lekarza powiatu sanockiego pełnił dr Władysław Skalski. Lekarzami w szpitalu byli: dr Jerzy Rapf, Józef, Mieczysław Skalski (prymariusz do 1886), Marian Krzykowski, Józef Stangenhaus, Tytus Lemer, Jan Radek, Kazimierz Smorągiewicz, Izaak Chotiner, Maurycy Drewiński (prymariusz od 1886), Aleksander Stangenhaus, Karol Zaleski, dr Jacek Jabłoński, dr Karol Bachman, Salomon Ramer (1873-), Jan Stanisław Jodłowski (1841-1919, powstaniec styczniowy), Samuel Herzig (1885-1942), Józef Wienkowski (od 1870, dziadek Stefana i Włodzimierza), dr Wołodymyr Karanowycz, Józef Kurasiewicz. Od około 1899 w szpitalu posługiwały cztery siostry miłosierdzia. W przetargach prawo aprowizacji szpitala w posiłki uzyskiwał Jankiel Fink.
28 maja 1878 podpisano akt erekcyjny celem budowy Szpitala Powiatowego w Sanoku. Wsparcia idei udzielili ówczesny burmistrz miasta Cyryl Jaksa Ładyżyński, Inspektor Szpitali Krajowych we Lwowie Jan Sawicki, starostowie sanoccy Karl Kranzberg i Leon Studziński, marszałek powiatu sanockiego Zenon Słonecki, lekarz miejski dr Marian Krzykowski. Teren pod budowę ustalono na obszarze osiedla miejskiego „Stawiska” o powierzchni 870 sążni (w wyniku zamiany z pierwotnego areału łąki „Łada”, należącego do funduszu szpitalnego). Celem stworzenia drogi dojazdowej do przyszłego obiektu od głównego traktu wykupiono areał należący do Mateusza Beksińskiego i Walentego Lipińskiego oraz zbudowano most na Potoku Płowieckim. Budowa trwała do 1879. Do jej celu została wykorzystana pożyczka w wysokości 16.000 złr., zaś pierwotny koszt budowy wyniósł 25.000 złr. W efekcie został wzniesiony główny budynek szpitalny (piętrowy, posiadający cztery sale duże, sześć separatek, salę operacyjną, kuchnię, łazienkę, dwa pokoje biurowo-administracyjne i inne pomieszczenia sanitarno-techniczne). Przy budynku stworzono dwa osobne budynki: jeden przeznaczony na pralnię i drewutnię, a drugi na kostnicę. W kolejnych latach był realizowane dalsze inwestycje wykończeniowe, w tym zakup wyposażenia, nowy dach (1889), nowy budynek administracyjny (1891), zamiana drewutni na osobny oddział zakaźny, wymianę urządzeń toaletowych (1892). Zsumowany koszt budowy w 1892 wyniósł 61.000 złr. W całości inwestycji koszty wspólnie poniosły rady powiatowe starostw w Sanoku oraz Brzozowie i Lesku, które nie posiadały wówczas własnego szpitala. Po stworzeniu budynków dotychczasowe koszary 4 i 5 Pułku Piechoty Liniowej im. księcia Zygmunta po tym, jak zostały wybudowane w centrum miasta koszary przy ul. Mickiewicza. Funkcjonował wówczas Szpital Wojskowy (lekarzem wojskowym był dr Leopold Bardach).
Ośrodek zdrowia mieścił się w miejscu położonym naprzeciw budynku szpitalnego, pod obecnym adresem Stanisława Konarskiego 13. Od 1913 przy szpitalu przebiegała nazwana wówczas ulica Stróżecka.
Po odzyskaniu przez Polskę nie niepodległości dyrektorami szpitala w okresie II Rzeczypospolitej byli Jan Porajewski (1918-1920), Stanisław Domański (od 1920), Kazimierz Niedzielski. Po zamachu z 14 maja 1933 w Brzozowie, w szpitalu był leczony mjr Władysław Owoc. W 1937 w szpitalu były zatrudnione 23 osoby, w tym 2 lekarzy, 9 pielęgniarek i 11 pracowników administracyjnych. W okresie II RP funkcję kapelana w szpitalu pełnił ks. Franciszek Witeszczak. W latach 30 budynek Szpitala Powszechnego mieścił się pod adresem Stanisława Konarskiego 6.
Podczas II wojny światowej w okresie okupacji niemieckiej w budynku funkcjonował Kreiskrankenhaus (Szpital Powiatowy) pod przemianowanym niemieckojęzycznym adresem Konarskigasse, zaś dyrektorem szpitala był Parfianowycz. W tym czasie szpitalem kierowali Ukraińcy Włodzimierz Parafanowicz i Jan Lemiszko, Niemiec Witta oraz pochodzący z Węgier Leopold Csälany.
Po nadejściu froncie wschodnim i wkroczeniu 3 sierpnia 1944 Armii Czerwonej do Sanoka tego dnia w szpitalu został przyjęty radziecki batalion sanitarny. W szpitalu polowym ulokowano wówczas ok. 20-32 rannych oraz radziecki personel medyczny, który po odbiciu miasta przez Niemców 4 sierpnia 1944 pozostawał w szpitalu. W placówce pozostawał wówczas także polski personel: jako jedyny lekarz Marian Killar oraz pielęgniarki i salowe (np. Maria Kornecka, Salomea Zielińska, siostra zakonna Katarzyna). Po powtórnym zajęciu miasta przez sowietów ranni trafili do szpitala polowego. Zdarzenia z sierpniowych dni w szpitalu opisał radziecki żołnierz i pisarz Emil Kardin w książce pt. Odsłonięte skrzydło.
Po wojnie dyrektorami szpitala byli Roman Wolański (1944), Jan Maria Suchomel (od 1 lipca 1945), Władysław Królicki, ponownie Stanisław Domański oraz Jan Zigmund (1948), który był inicjatorem budowy nowego szpitala w Sanoku. Tuż po zakończeniu wojny stanowisko kierownika administracyjnego pełnił Maksymilian Siess, a jego następcą na tym stanowisku do 1950 był Arnold Andrunik. Lekarzem radiologiem w szpitalu był Edward Czech. Ordynatorem oddziału dziecięcego, początkowo funkcjonującym w budynku internatu medycznego, od 1957 była dr Danuta Kaczorowska (córka dr. S. Domańskiego). W okresie PRL jako palacz w szpitalu pracował Władysław Solarz.
Po śmierci gen. broni Karola Świerczewskiego 28 marca 1947 w Bieszczadach w szpitalu przebywali ranni w tym zdarzeniu żołnierze.
Budowa została zrealizowana w latach 1954-1964. Nowy Szpital Specjalistyczny w Sanoku został wzniesiony w okolicy starego, przy ulicy 800-lecia.
W okresie powojennym została przeprowadzona przebudowa budynku, w wyniku której dobudowano drugie piętro tworząc tym samym trzy kondygnacje. Na każdej z nich umieszczono trzy osobne oddziały: na parterze oddział neurologiczny, na pierwszym piętrze oddział laryngologiczny, na drugim piętrze oddział kardiologiczny (otwarty 22 lutego 2001 w miejsce oddziału wewnętrznego; oddziałem kierował lek. Stanisław Kułakowski, pod którego kierownictwem 2 czerwca 2000 oddział otrzymał patronat św. Andrzeja Boboli. W toku rozbudowy gmachu nowego szpitala przy ulicy 800-lecia podjęto decyzje o przeniesieniu oddziałów do jego pomieszczeń: w sierpniu 2011 oddział kardiologiczny, w marcu 2014 oddział neurologiczny oraz jako ostatni w styczniu 2019 oddział laryngologiczny.
W szpitalu została ustanowiona kaplica, do której powstania przyczynili się kapłani z pobliskiej parafii Najświętszego Serca Pana Jezusa w Sanoku.
Po wprowadzeniu stanu wojennego z 13 grudnia 1981 w szpitalu przebywał uprzednio internowany działacz opozycji Antoni Macierewicz, który zbiegł z niego w listopadzie 1982 (autorem planu ucieczki był ksiądz Adam Sudoł).
Obok budynku w obiekcie od strony zachodniej działa pracownie RTG i mammografii. Od 1 lipca 2017 w budynku na parterze uruchomiono Oddział Terapii Uzależnienia od Alkoholu typu stacjonarnego.